# Nagasaki (stacja kolejowa)
Nagasaki (jap. 長崎駅 Nagasaki-eki) – stacja kolejowa w Nagasaki, w prefekturze Nagasaki, w Japonii. Znajdują się tu 3 perony.